# Traité de Campo-Formio
Pour les articles homonymes, voir Campo-Formio (homonymie).
Le traité de Campo-Formio, signé le 17 octobre 1797 (26 vendémiaire an VI) entre Napoléon Bonaparte, commandant en chef de l'armée française d'Italie âgé de 28 ans à ce moment,  représentant le gouvernement de la République française, et le comte Louis de Cobentzel, représentant l'empereur François II du Saint-Empire, chef de la maison d'Autriche, met fin à la guerre franco-autrichienne commencée le 20 avril 1792 par la déclaration de guerre de la France « au roi de Bohême et de Hongrie », prolongée en 1793 par la guerre de la première coalition.
Le traité de Campo-Formio laissant la Grande-Bretagne seul en guerre contre la France marque la fin de cette Première Coalition. Il a aussi pour conséquence la disparition des Pays-Bas autrichiens, annexés par la France, et de la république de Venise, dont les territoires sont partagés entre la République cisalpine à l'ouest de l'Adige, et la monarchie des Habsbourg à l'est.

## Contexte
En 1795, nombre de participants de la première coalition, notamment la Prusse et l'Espagne, ont signé des traités de paix avec la France, qui n'a plus pour adversaire notable, en Europe, que l'Autriche (la Grande-Bretagne étant une puissance principalement navale et financière). 
Les armées autrichiennes sont vaincues en 1796-1797 au terme des campagnes menées en Italie par l'armée du général Bonaparte, qui s'illustre par les victoires de Lodi, d'Arcole et de Rivoli, entre autres. La route de Vienne est ouverte à l'armée française. Francois II (d'Autriche) préfère négocier : des accords préliminaires sont conclus les 7 et 18 avril 1797 à Leoben, accords dont le traité de Campo-Formio est la suite naturelle.
Le 17 avril, une insurrection, les « Pâques véronaises », se produit à Vérone, ville de la république de Venise, dans laquelle se trouve une garnison française. En représailles, Bonaparte occupe la République tout entière et proclame la fin de son existence en tant qu'État. Cela va lui permettre d'indemniser l'Autriche pour la perte du duché de Milan, qu'il a conquis en 1796. 
D'autres changements interviennent avant la signature de la paix : le 6 juin, Bonaparte fait de Gênes une république sœur de la France, la République ligurienne. Le 28 juin, il proclame à Milan l’indépendance de la République cisalpine, qu'il a lui-même créée l'année précédente. 
Le traité de Campo-Formio, ainsi que les accords de Leoben, ne concernent que la République française, alors gouvernée par le Directoire, dont les avis ne sont pas tous suivis par Bonaparte, et les territoires patrimoniaux de la maison d'Autriche, les questions relatives aux autres États du Saint-Empire devant être traitées lors d'un congrès prévu à Rastatt (ou Rastadt).

## Négociation et signature
Tout commandait à Bonaparte de presser ce grave dénouement s'il voulait en rester le maître. Il était d'ailleurs dominé par la pensée qu'on se défiait de lui à Paris et même qu'on voulait le perdre. Il est sûr que le Directoire n'était pas à se repentir de lui avoir confié exclusivement le sort d'une négociation si importante. « En cas de reprise d'hostilités, lui écrivit le président La Réveillère-Lépeaux, le Directoire exécutif sent la nécessité de nommer des négociateurs pour vous soulager du soin de la partie politique et vous laisser tout entier à vos dispositions militaires. » Le Directoire était encore incertain du parti définitif que prendrait Bonaparte, au moment où le sort de l'Europe se décidait à Udine. Le 13 octobre en ouvrant les fenêtres, à la pointe du jour, dans la villa Manin de Passariano, on aperçoit les montagnes de la Norique couvertes de neiges. Il avait fait un temps superbe la veille et jusqu'alors l'automne s'était très bien annoncé. Témoin de ce changement si brusque de la température, Bonaparte prononce avec calme ces mots : 

« Avant la mi-octobre ! Quel pays ! Allons il faut faire la paix. »

 Entré dans son cabinet il revoit avec le plus grand soin tous les états de situation de son armée et dit en présence de son secrétaire : « Voilà bien près de quatre-vingt mille hommes effectifs ; je les nourris, je les paie, mais je n'en aurai pas soixante mille un jour de bataille ; je la gagnerai, mais j'aurai en tués, blessés, prisonniers, vingt mille hommes de moins : comment résister à toutes les forces autrichiennes qui marcheront au secours de Vienne ? Il faut plus d'un mois pour que les armées du Rhin me secondent, si elles sont en mesure et dans quinze jours les neiges encombreront les routes et les passages. C'est fini, je fais la paix : Venise payera les frais de la guerre et la limite du Rhin. Le Directoire et les avocats diront ce qu'ils voudront. »

« La paix définitive sera signée cette nuit ou la négociation rompue. »

 Demande-t-il au Directoire auquel il rend compte des conditions principales ? Il en balance les avantages et les inconvénients, puis il ajoute : « La guerre avec l'Angleterre nous ouvrira un champ plus vaste, plus essentiel et plus beau d'activité.... Si dans tous ces calculs je me suis trompé, mon cœur est pur, mes intentions sont droites : j'ai fait taire les intérêts de ma gloire, de ma vanité, de mon ambition ; je n'ai vu que la patrie et le gouvernement.... Il ne me reste plus qu'à rentrer dans la foule, reprendre le soc de Cincinnatus, et donner l'exemple du respect pour les magistrats et de l'aversion pour le régime militaire, qui a détruit tant de républiques et perdu plusieurs états. » C'est en usant de ces subtilités que Bonaparte se flatte d'enlacer et de captiver le Directoire.

Mais suivant la coutume du cabinet autrichien, von Cobenzl se montrait fort habile à faire traîner les choses en longueur. Bonaparte prend soudain la résolution d'en finir par un coup de tête et une feinte colère. La conférence qu'il s'était dit devoir être la dernière est en effet des plus vives ; il en vient à mettre le marché à la main au lourd et tenace diplomate : il est refusé. Se levant alors, en simulant la fureur, il s'écrie très énergiquement : 

« Fichtre vous voulez la guerre ? Eh bien ! Vous l'aurez ! »

 Et saisissant un magnifique cabaret de porcelaine que M. de Cobentzel répétait chaque jour avec complaisance lui avoir été donné par la grande Catherine, il le jette de toutes ses forces sur le parquet où il vole en mille éclats. 

« Voyez, s'écrie-t-il alors, d'une voix tonnante ; eh bien ! telle sera votre monarchie autrichienne avant trois mois, je vous le promets ! »

 Et il s'élance précipitamment hors de la salle. Tandis que Cobentzel demeure pétrifié, M. de Gallo, son second et beaucoup plus conciliant, accompagne le menaçant négociateur jusqu'à son carrosse, essayant de le retenir, « me tirant force coups de chapeau, disait Napoléon à Sainte-Hélène, et dans une attitude si piteuse, qu'en dépit de ma colère ostensible, je ne pouvais m'empêcher d'en rire intérieurement beaucoup. »
Trois jours après, 17 octobre, le traité définitif de paix est signé et conclu à la maison du Bertrando Del Torre-Campo-Formio (aujourd'hui Campoformido, petit village du Frioul aux portes d'Udine) en raison de l'équidistance de cette localité entre la villa Manin résidence d'été du dernier doge de Venise, Ludovico Manin où Bonaparte résida de la fin août à la fin octobre, et Udine, siège du commandement de l'armée impériale. Selon François Furet et Denis Richet, le traité a en fait été signé à Villa Manin. "Campo-Formio" a été utilisé pour éviter une humiliation aux Autrichiens. 
Le traité de Campo-Formio, valant à son négociateur et signataire un prestige supplémentaire, est l’œuvre du seul Bonaparte. Se comportant en chef de la diplomatie, il a en effet engagé la France depuis l'Italie de sa propre initiative : le Directoire était trop loin et ne donnait de toute façon plus d'ordres à son général depuis Lodi.

## Contenu du traité

### Clauses concernant l'Italie
La maison d'Autriche obtient, en échange du duché de Milan, la souveraineté sur la plus grande partie du territoire de la république de Venise, et sur ses possessions adriatiques : l'Istrie et la Dalmatie, y compris le duché de Zara. L'Autriche accède ainsi à la mer Adriatique et à la Méditerranée, avec notamment le port de Trieste.
L'Autriche reconnaît la République ligurienne et la République cisalpine.
La République cisalpine obtient le duché de Milan et la ville de Brescia.

### Clauses concernant la rive gauche du Rhin
La France obtient les provinces belges appartenant à la maison d'Autriche (les Pays-Bas autrichiens) et une partie des territoires allemands de la rive gauche du Rhin, la question de ceux qui n'appartiennent pas à la maison d'Autriche restant ouverte. 
La libre navigation des bateaux français est garantie sur le Rhin, la Moselle et la Meuse. 

### Autres
La France reçoit les îles Ioniennes (Corfou, Zante, Céphalonie, etc.), auparavant sous l'autorité de Venise. 
La France obtient la libération du général La Fayette, alors détenu dans la forteresse d'Olomouc, en Bohême.

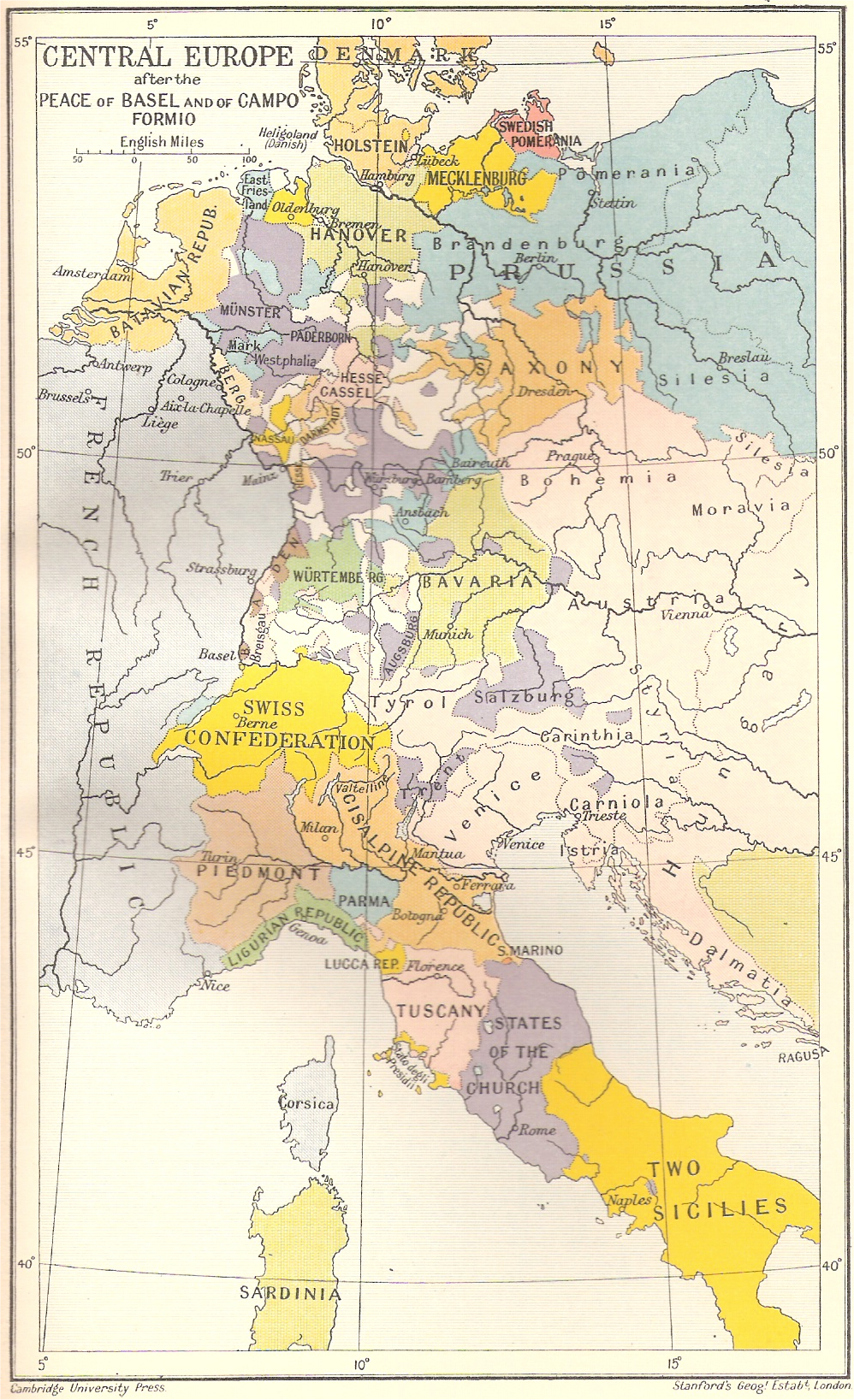
L'Europe centrale après le traité.

## Suites du traité
La présence de la France au-delà de la frontière du Rhin crée de nouvelles sources de tension et de rivalité avec la maison d'Autriche dans le Nord de l'Italie. La guerre ne tarde pas en reprendre et, en 1799, débute la deuxième campagne d'Italie. Le traité de Lunéville confirme pour la France le 9 février 1801 la possession de la Belgique, l'annexion de la rive gauche du Rhin et instaure un équilibre en Italie entre la France et l'Empire.

## Citation: extrait d'une lettre de Bonaparte au Directoire
Voici le préambule de la lettre du général en chef Bonaparte, annonçant ce grand événement au ministre des Relations extérieures :
« Quartier général, Passariano, 26 vendémiaire an VI (17 octobre 1797).
La paix a été signée hier, à une heure après minuit, à Campo-Formio. J'ai fait partir à deux heures le général Berthier et le citoyen Monge pour vous porter le traité en original. Je me suis réservé de vous écrire ce matin, et je vous expédie, à cet effet, un courrier extraordinaire qui vous arrivera en même temps et peut-être avant le général Berthier. C'est pourquoi je joins à cette lettre une copie collationnée du traité. Je ne doute pas que la critique ne s'attache vivement à déprécier le traité que je viens de signer. Tous ceux cependant qui connaissent l'Europe et qui ont le tact des affaires seront bien convaincus qu'il était impossible d'arriver à un meilleur traité, sans commencer par se battre, et sans conquérir encore deux ou trois provinces de la maison d'Autriche. Cela était-il possible? Oui. Probable? Non. »

## Commémorations
- Depuis 1851, une rue de Paris porte le nom de rue de Campo-Formio (13e arrondissement) en mémoire du traité.
- Depuis 1906, la station de métro Campo-Formio située sur la ligne 5 du métro de Paris (Bobigny-Place d'Italie), à l'intersection de la rue de Campo-Formio et du boulevard de l'Hôpital, porte ce nom par métonymie.

### Documents
- Texte des accords préliminaires de paix de Léoben (sur le site histoire-empire.org)
- Texte du traité de Campo-Formio (sur le site 1789-1815.com)
- Texte du traité de Lunéville (sur le site 1789-1815.com)

### Livres et articles
- Jean Tulard, Napoléon ou Le mythe du sauveur, Paris, Fayard, 1987, 512 p. (ISBN 978-2-213-01813-3, OCLC 462098905).
- Jean Tulard (dir.), Dictionnaire Napoléon, [Paris], Fayard, 1999, [v.1] A-H [v.2] I-Z (ISBN 978-2-213-60485-5, OCLC 42942902).
- Jean Tulard, Jean-François Fayard et Alfred Fierro, Histoire et dictionnaire de la Révolution française : 1789-1799, Paris, R. Laffont, coll. « Bouquins (Paris) », 2002, 1223 p. (ISBN 978-2-702-82076-6, OCLC 491788479).
- Jean Tulard, « Communication pour l'Académie Stanislas »(Archive.org • Wikiwix • Archive.is • Google • Que faire ?) [PDF], sur academie-stanislas.org
- Armand François comte d'Allonville, Alph. de Beauchamp et Alex Schubart, Mémoires tirés des papiers d'un homme d'État : sur les causes secrètes qui ont déterminé la politique des cabinets dans les guerres de la révolution, vol. 4, Ponthieu et Cie, 1831 (lire en ligne).